# 福山大空襲

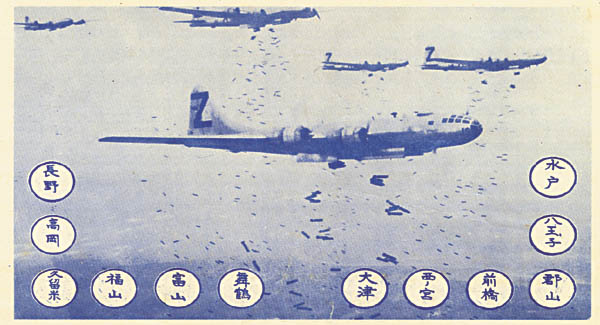
1945年8月1日に日本全国の都市に投下されたアメリカ軍による空襲を予告する伝単。画面左下2番目には「福山」の文字が見える

福山大空襲（ふくやまだいくうしゅう）は、第二次世界大戦（太平洋戦争）末期の1945年8月8日深夜に広島県福山市や深安郡深安町（現在の福山市大門町）など周辺部が受けた空襲である。福山空襲とも。
福山に対する空襲は1945年6月から始まっており、市の南東に位置した福山海軍航空隊への機銃掃射が、グラマン戦闘機によって繰り返された。1945年7月31日夜には、B29が1機飛来し、空襲予告ビラ6万枚が散布された。

## 概要

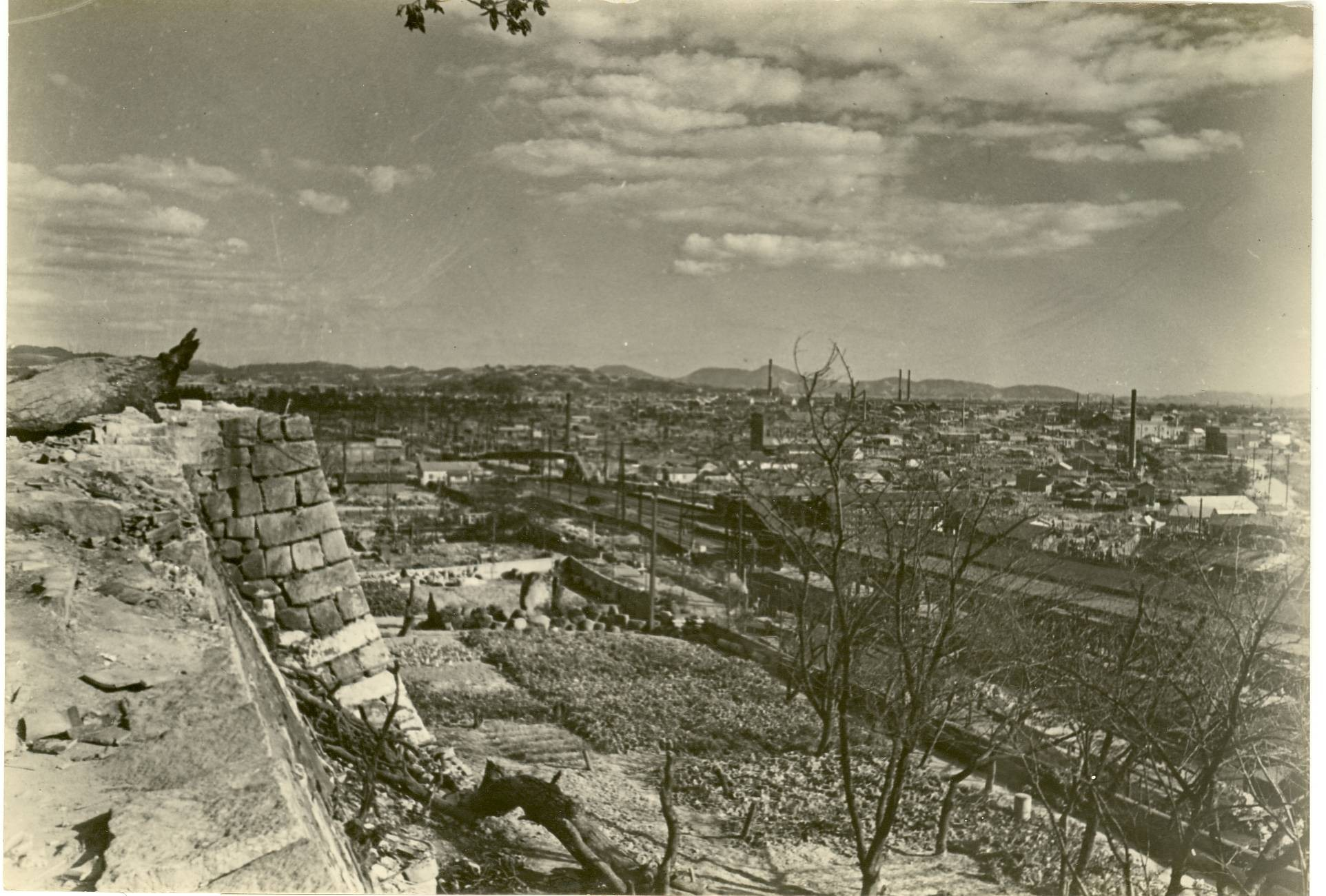
福山城月見櫓付近から撮影された焼け野原になった福山市街

米占領下のマリアナ諸島テニアン島の基地より発進したアメリカ陸軍戦略航空軍所属のB-29爆撃機91機が、南方海上箕島上空から福山市に飛来。午後10時25分、1発の照明弾が船町上空で炸裂。午後11時35分までの1時間10分間、M47（油脂焼夷弾）132.9t、M17（収束爆弾M50焼夷弾110本内蔵）416.5tなどの焼夷弾が投下された。沖野上、奈良津、木之庄方面に火柱が上り、市役所、警察、学校など、主な建物は瞬く間に焼け落ちた。国宝（旧国宝）福山城天守も崩れ落ちた。
空襲が始まると多くの市民は郊外に避難をしたが、防火活動に従事した人々、原子爆弾に対する防御として防空壕から離れなかった人々、逃げ場を失った人々など、354人が死亡した。
福山駅は午後10時40分頃から焼夷弾攻撃を受けて半焼した。空襲後の復旧活動により8月9日早朝に本線の運転を再開した。
当時の福山市にあった火薬原料を製造していた日本火薬（現在のポートプラザ日化にあった旧日本化薬福山工場）・爆撃照準器などを製造していた三菱航空機（現在の三菱電機福山製作所）・帝国染料などの軍需工場、帝国陸軍歩兵第41連隊司令部及びその付属施設、帝国海軍福山海軍航空隊が主要な目標とされた。
夜明けとともに、幹線道路の確保、戦災者の救護、遺体処理作業などが始まったが、その活動が終わったのは9月6日であった。

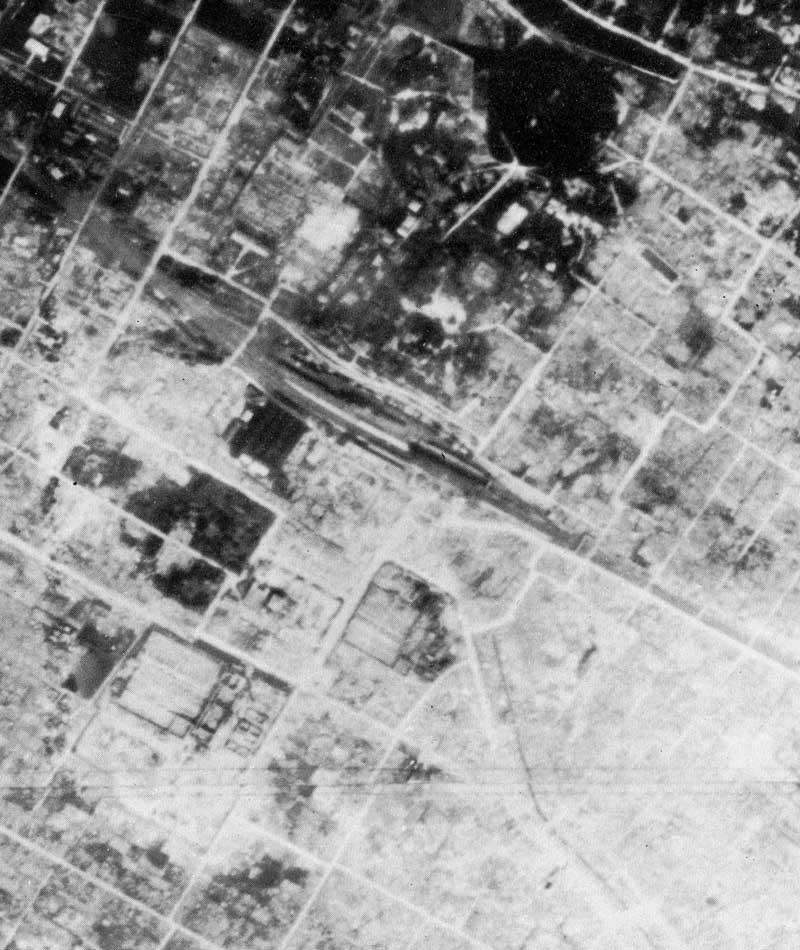
空襲で焦土と化した福山市街

## 損害

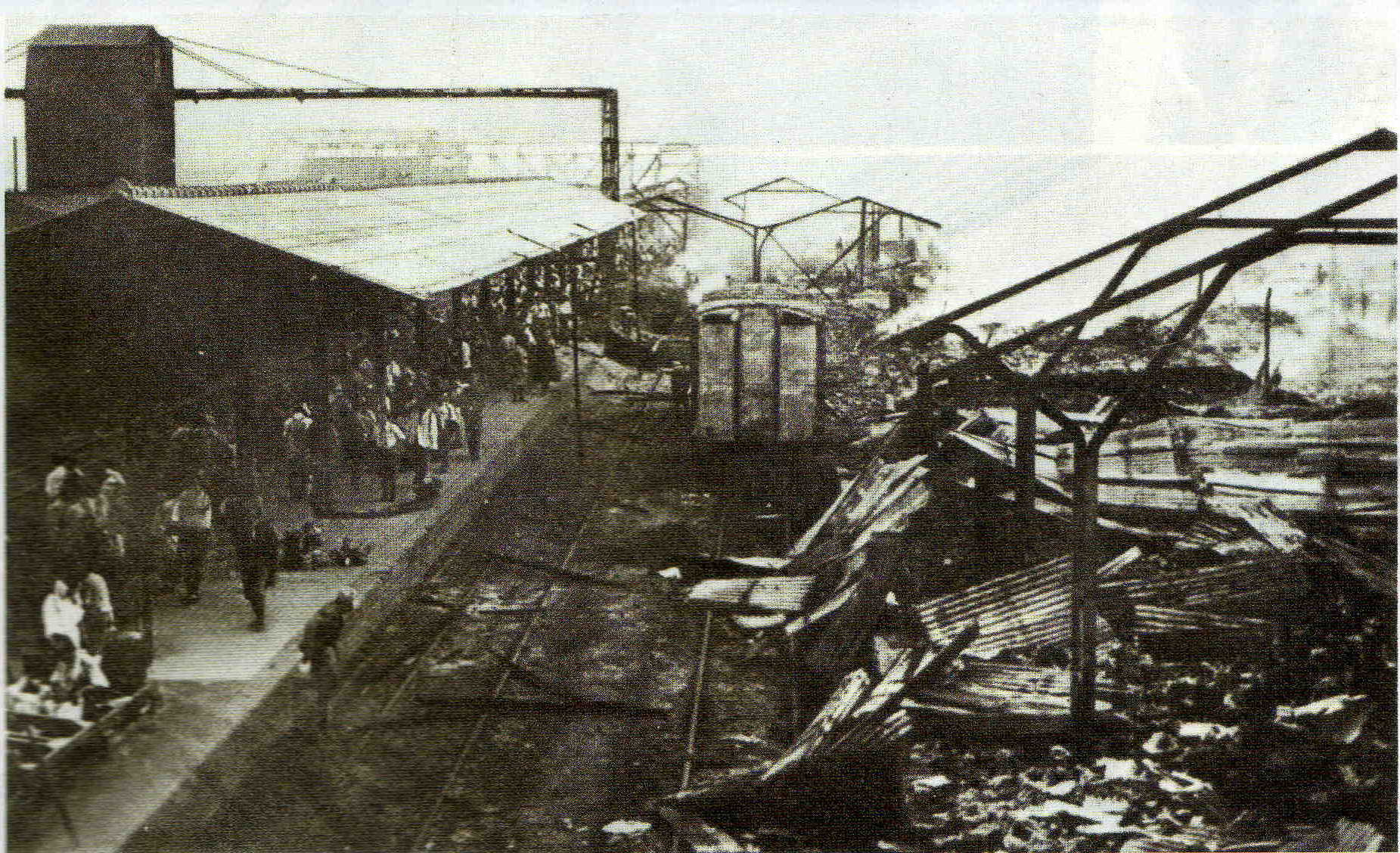
被災した国鉄福山駅

死者354人　重傷者122人、軽傷者742人、焼失家屋数10,179戸、被災者数47,326人（当時の福山市の人口58,745人の約81%）、市街地の約80％にあたる314ヘクタールが焼失した。
主な被災建物
- 国宝（旧国宝）福山城天守
- 福山駅
- 警察署、郵便局、市役所、消防署、税務署、裁判所、保健所、電話局等の官公署
- 南・霞・深津・引野・春日宇山分校の各国民学校
- 増川・門田・盈進・県立高女の各実業学校、女学校

## アメリカ軍の作戦任務報告書による福山大空襲の爆撃データ

### ミッション 321
爆撃日時
1945年8月8日午後10時25分から同11時35分（日本時間）
爆撃目標
福山市街地
爆撃部隊
アメリカ陸軍航空軍、第21爆撃集団所属、第58爆撃団
爆撃機数
B-29 91機 （先導機10機を含む）
投下した焼夷弾の種類、量
AN-M17A1 416.5米トン
AN-M47A2 139.2米トン
計　555.7米トン
福山市が空襲の目標となった理由
- 川西航空機の部品組立工場がある。
- およそ1～1.5平方マイルの住宅密集地域がある。
- 陸軍歩兵第41連隊がある。
- 日本の5大染料工場の1つである帝国染料工場と多くの小規模な工場がある。

また、当初は昼間の爆撃が計画されていたが、出撃時の事故で滑走路が使用できなくなったため、夜間爆撃に変更された。

## 戦果
市内には陸軍や海軍配置の複数の高射砲などが配置されており反撃したが戦果はなかった。

## 慰霊碑・慰霊式
福山市戦災死没者慰霊碑（母子三人像）

福山大空襲の慰霊碑　母子三人像

1969年、当時の福山市議会議長から慰霊碑建立の発議があり、市制55年記念事業として、1972年3月に福山市中央公園内に建立された。この慰霊碑は「追憶」と命名されており、空襲から逃げ惑う母子3人の銅像である。この像のモデルは翌日に田んぼで火に撒かれ絶命していた母子3人である。
原爆・福山戦災死没者慰霊式が、1954年から毎年8月8日に原水爆禁止運動福山推進連盟の主催で、この像の前の広場で執り行われている。
なお、公園整備により2008年に周辺が新調された。なお空襲の慰霊碑の隣には広島原爆の慰霊碑も建立されているが、これは8月6日の広島市への原子爆弾投下の救援のために福山市駐留の部隊や勤労奉仕の市民が向かい、入市被爆の犠牲になった者が少なくなかったためである。
また、この慰霊碑は、福山市人権平和資料館の建設を記念して、1994年8月に室内用にもう1体製作された。同館において、空襲の被害についての展示が行われている。

## 関連文献
- 谷口興紀、小野泰、榊原和彦「「福山空襲の記録」などを契機とした景観について : 備後福山における景観の「リアリティ」について その3」『日本建築学会計画系論文集』第61巻第488号、日本建築学会、1996年、149-158頁、doi:10.3130/aija.61.149_3。